# Leandro Gastón Rodríguez
Leandro Gastón Rodríguez (Haedo, Provincia de Buenos Aires, Argentina; 1 de mayo de 1987) es un futbolista argentino. Juega de delantero y su primer equipo fue Estudiantes de Caseros. Actualmente se desempeña en el Deportivo San Pedro de la Primera División de Guatemala.

## Clubes
| Club                    | País       | Año       |
| ----------------------- | ---------- | --------- |
| Estudiantes de Caseros  | Argentina  | 2007-2009 |
| Excursionistas          | Argentina  | 2009-2010 |
| San Miguel              | Argentina  | 2010-2012 |
| Cobresol                | Perú       | 2012      |
| Llaneros F.C.           | Colombia   | 2013      |
| Deportivo Morón         | Argentina  | 2013      |
| San Simón               | Perú       | 2014      |
| Città di Giulianova     | Italia     | 2014      |
| Deportivo Merlo         | Argentina  | 2015      |
| Defensores de Belgrano  | Argentina  | 2016      |
| Othellos Athienou FC    | Chipre     | 2016-2017 |
| Deportivo Merlo         | Argentina  | 2017-2018 |
| Municipal Pérez Zeledón | Costa Rica | 2018      |
| US Arce 1932            | Italia     | 2019      |
| Deportivo San Pedro     | Guatemala  | 2019 -    |
| San Telmo               | Argentina  | 2022      |